# ژلزینو
ژلزینو (به بلغاری: Zhelezino) روستایی در بلغارستان است که در ایوالوفگراد واقع شده‌است.